# Aż do piekła
Aż do piekła (ang. Hell or High Water, 2016) – amerykański neo-western z elementami dreszczowca i kryminału w reżyserii Davida Mackenzie i według scenariusza Taylora Sheridana. Scenariusz filmu w 2012 roku znalazł się na tak zwanej „Czarnej liście” − zestawieniu najlepszych niezrealizowanych skryptów w Hollywood.
Światowa premiera filmu miała miejsce 16 maja 2016 podczas 69. MFF w Cannes, gdzie film prezentowany był w sekcji Un Certain Regard. W Polsce film wyświetlany był w kinach od 2 września 2016.

## Fabuła
Fabuła filmu skupia się na napadzie na bank przez dwóch braci: rozwiedzionego ojca małego synka, Toby’ego i recydywisty Tannera. Bracia dokonują zbrodni, aby uratować zadłużoną farmę. W ślad za nimi rusza miejscowy szeryf.

## Obsada
- Jeff Bridges jako szeryf Marcus Hamilton
- Chris Pine jako Toby Howard
- Ben Foster jako Tanner Howard
- Gil Birmingham jako Alberto Parker
- Marin Ireland jako Debbie Howard
- Katy Mixon jako Jenny Ann
- Dale Dickey jako Elsie
- Kevin Rankin jako Billy Rayburn
- Melanie Papalia jako Emily
- John Paul Howard jako Justin Howard
- Christopher W. Garcia jako Randy Howard

## Nagrody i nominacje
89. ceremonia wręczenia Oscarów
- nominacja: najlepszy film − Carla Hacken i Julie Yorn
- nominacja: najlepszy scenariusz oryginalny − Taylor Sheridan
- nominacja: najlepszy aktor drugoplanowy − Jeff Bridges
- nominacja: najlepszy montaż − Jake Roberts

74. ceremonia wręczenia Złotych Globów
- nominacja: najlepszy film dramatyczny
- nominacja: najlepszy aktor drugoplanowy − Jeff Bridges
- nominacja: najlepszy scenariusz − Taylor Sheridan

70. ceremonia wręczenia nagród Brytyjskiej Akademii Filmowej
- nominacja: najlepszy scenariusz oryginalny − Taylor Sheridan
- nominacja: najlepszy aktor drugoplanowy − Jeff Bridges
- nominacja: najlepsze zdjęcia − Giles Nuttgens

23. ceremonia wręczenia nagród Gildii Aktorów Ekranowych
- nominacja: wybitny występ aktora w roli drugoplanowej − Jeff Bridges

32. ceremonia wręczenia Independent Spirit Awards
- nominacja: najlepszy scenariusz − Taylor Sheridan
- nominacja: najlepsza drugoplanowa rola męska − Ben Foster
- nominacja: najlepszy montaż − Jake Roberts

21. ceremonia wręczenia Satelitów
- nagroda: najlepszy aktor drugoplanowy − Jeff Bridges
- nominacja: najlepszy film pełnometrażowy
- nominacja: najlepszy scenariusz oryginalny − Taylor Sheridan